# Charlie McDowell
Charles Malcolm McDowell (Los Ángeles, 10 de julio de 1983), conocido profesionalmente como Charlie McDowell, es un director de cine y guionista estadounidense. 
Es conocido por su película The One I Love (2014).

## Carrera
En 2011, su tablón de Twitter, bajo el nombre de @charliemcdowell, fue descrito por Time como "uno de los tablones de Twitter más graciosos que hay por ahí", y en 2013 Three Rivers Press publicó el libro de McDowell Dear Girls Above Me, basado en su tablón en dicha red social.
Su película debut, The One I Love, protagonizada por Mark Duplass y Elisabeth Moss, fue estrenada mundialmente en el Festival de Cine de Sundance en enero de 2014, donde fue adquirida por RADiUS-TWC y lanzada en agosto de 2014. En 2015, McDowell dirigió el capítulo piloto del show de Sarah Silverman para HBO. Su segunda película fue The Discovery, protagonizada por Rooney Mara, Jason Segel y Robert Redford. La cinta se estrenó en el Festival de Cine de Sundance y fue adquirida por Netflix para un lanzamiento mundial en 2017.
En marzo de 2017, anunció que estaba adaptando la novela de Don DeLillo Zero K como una serie limitada de FX, con Noah Hawley y Scott Rudin como productores.

## Vida personal
McDowell nació en Los Ángeles, California, hijo del actor inglés Malcolm McDowell y la actriz estadounidense Mary Steenburgen. Tiene una hermana mayor Lilly Amanda (nacida en 1981) y tres medio-hermanos menores, Beckett Taylor (nacido en 2004), Finnian Anderson (nacido en 2006) y Seamus Hudson (nacido en 2009), debido al segundo matrimonio de su padre con Kelley Kuhr.
Charlie salió con la actriz Haylie Duff en 2007. Entre 2008 y 2009 tuvo una relación con Kristin Chenoweth. Entre 2010 y 2016, mantuvo una relación con la actriz Rooney Mara. Entre 2017 y 2018 salió con la actriz Phoebe Tonkin. Entre 2018 y 2019 mantuvo una relación con la actriz Emilia Clarke.
En junio de 2019 de ese mismo año, se hizo pública su relación con la actriz Lily Collins. El 25 de septiembre de 2020, la pareja se comprometió. El 4 de septiembre de 2021 contrajeron matrimonio. El 31 de enero de 2025, anunciaron que se habían convertido en padres de una niña; llamada Tove Jane, mediante vientre de alquiler.